# Tulu Gudo
L'île de Tulu Gudo ou Tullu Gudo est une île lacustre située sur le lac Ziway, en Éthiopie. Elle abrite les ruines de l'ancien monastère de Maryam Tsion, qui selon la tradition orthodoxe éthiopienne aurait recueilli l'Arche d'alliance pendant le règne de la reine Judith, au Xe siècle,. Elle compte aujourd'hui trois villages, dont les habitants vivent principalement de l'agriculture et de la pêche.